# Okres Füzesabony
Okres Füzesabony (maďarsky Füzesabonyi kistérség) je jedním ze sedmi okresů maďarské župy Heves. Jeho centrem je město Füzesabony.

## Sídla
V okrese se nachází celkem 16 měst a obcí.
- Aldebrő
- Besenyőtelek
- Dormánd
- Egerfarmos
- Füzesabony
- Kál
- Kápolna
- Kompolt
- Mezőszemere
- Mezőtárkány
- Nagyút
- Poroszló
- Sarud
- Szihalom
- Tófalu
- Újlőrincfalva